# ليام اونيل
ليام اونيل (بالإنجليزية: Liam O'Neil) (24 نوفمبر 1993 بكامبريج في المملكة المتحدة - ) هو لاعب كرة قدم بريطاني في مركز الدفاع. لعب مع سكونثورب يونايتد ونادي فآسا ووست بروميتش ألبيون ونادي تشيسترفيلد.

## وصلات خارجية
- ليام اونيل على موقع قاعدة بيانات كرة القدم.إي يو (الإنجليزية)
- ليام اونيل على موقع Soccerbase.com (لاعب) (الإنجليزية)
- ليام اونيل على موقع Soccerway.com (الإنجليزية)
- ليام اونيل على موقع عالم كرة القدم.نت (الإنجليزية)
- ليام اونيل على موقع AS.com (الإسبانية)